# Anthony Calf
Anthony Calf (* 4. Mai 1959 in Hammersmith, London) ist ein britischer Theater- und Filmschauspieler.

## Leben
Anthony Calf wurde 1959 im Londoner Stadtteil Hammersmith geboren. An der London Academy of Music and Dramatic Art ließ er sich zum Schauspieler ausbilden. Neben einer Reihe von Theaterproduktionen, unter anderem am Chichester Festival Theatre und am Royal National Theatre, wirkte er hauptsächlich im britischen Fernsehen mit, so etwa in den Krimiserien Agatha Christie’s Poirot (1990), Inspector Barnaby (1999) und New Tricks – Die Krimispezialisten (2005–2015). In der mehrteiligen Dickens-Verfilmung Große Erwartungen von 1991 spielte er neben Jean Simmons und Anthony Hopkins die Rolle des Pip. 1995 war er als Colonel Fitzwilliam in dem international erfolgreichen BBC-Fernsehmehrteiler Stolz und Vorurteil (1995) neben Jennifer Ehle und Colin Firth zu sehen.
Zu den Kinoproduktionen, in denen er kleine Nebenrollen spielte, zählen die Filmkomödie King George – Ein Königreich für mehr Verstand (1994), die Literaturverfilmung Anna Karenina (1997) mit Sophie Marceau, der Thriller Straightheads (2007) an der Seite von Gillian Anderson und das Filmdrama Kindeswohl mit Emma Thompson, neben der er auch 2018 als Duke of Albany in der Fernsehproduktion King Lear auftrat, in der Anthony Hopkins die Titelrolle spielte. Calf kommt zudem bisweilen beim Radio, unter anderem bei BBC Radio 4, in Hörspielproduktionen zum Einsatz.
Mit seiner Ehefrau Caroline Harker, einer Schauspielerin und Schwester von Susannah Harker, hat Calf drei Töchter (* 1983, * 1995 und * 2000).

## Filmografie (Auswahl)
- 1982: Doctor Who (TV-Serie, eine Folge)
- 1982: Beau Geste (TV-Miniserie)
- 1983: Chessgame (TV-Serie, eine Folge)
- 1984: Love and Marriage (TV-Serie, eine Folge)
- 1984: Die Windsor-Papiere – Königsjagd (To Catch a King) (TV-Film)
- 1984: Oxford Blues – Hilfe, die Amis kommen (Oxford Blues)
- 1985–1987: Drummonds (TV-Serie, 19 Folgen)
- 1986: The Fools on the Hill (TV-Film)
- 1986: The Deadly Recruits (TV-Film)
- 1987: My Family and Other Animals (TV-Serie, zehn Folgen)
- 1988: Jim Bergerac ermittelt (Bergerac) (TV-Serie, eine Folge)
- 1989: Tanamera – Lion of Singapore (TV-Miniserie)
- 1990: Agatha Christie’s Poirot – Eine Familie steht unter Verdacht (Agatha Christie’s Poirot: The Mysterious Affair at Styles) (TV-Serie)
- 1991: Das Geheimnis des schwarzen Dschungels (I misteri della giungla nera) (TV-Miniserie)
- 1991: Große Erwartungen (Great Expectations) (TV-Miniserie)
- 1993: Diana: Her True Story (TV-Film)
- 1993: Vom Haß getrieben (Riders) (TV-Film)
- 1994: King George – Ein Königreich für mehr Verstand (The Madness of King George)
- 1995: Bramwell (TV-Serie, eine Folge)
- 1995: Stolz und Vorurteil (Pride and Prejudice) (TV-Miniserie)
- 1996: My Night with Reg
- 1997: Anna Karenina
- 1997: Fremde Wesen (FairyTale: A True Story)
- 1998: Our Mutual Friend (TV-Miniserie)
- 1999: Inspector Barnaby – Sport ist Mord (Midsomer Murders: Dead Man’s Eleven) (TV-Reihe)
- 2000: Lorna Doone (TV-Film)
- 2001: Inspector Lynley – Gott schütze dieses Haus (The Inspector Lynley Mysteries: A Great Deliverance) (TV-Reihe)
- 2002: Sirenen der Finsternis (Sirens) (TV-Film)
- 2003: Lucky Jim (TV-Film)
- 2003: Judge John Deed (TV-Serie, zwei Folgen)
- 2003: The Brides in the Bath (TV-Film)
- 2004: Dead Cool
- 2005: The Robinsons (TV-Serie, zwei Folgen)
- 2005: The Strange Case of Sherlock Holmes & Arthur Conan Doyle (TV-Film)
- 2005: Holby City (TV-Serie, 17 Folgen)
- 2005–2015: New Tricks – Die Krimispezialisten (New Tricks) (TV-Serie, 64 Folgen)
- 2006: Beau Brummell: This Charming Man (TV-Film)
- 2007: Straightheads
- 2007: The Good Samaritan (TV-Film)
- 2008: Mistresses – Aus Lust und Leidenschaft (Mistresses) (TV-Serie, eine Folge)
- 2009: Doc Martin (TV-Serie, eine Folge)
- 2010: Material Girl (TV-Serie, drei Folgen)
- 2010: Lewis – Der Oxford Krimi – Unter dem Stern des Todes (Lewis: Dark Matter) (TV-Serie)
- 2010: Rückkehr ins Haus am Eaton Place (Upstairs Downstairs) (TV-Serie, drei Folgen)
- 2012: Ruhelos (Restless) (TV-Film)
- 2013: Call the Midwife – Ruf des Lebens (Call the Midwife) (TV-Serie, eine Folge)
- 2013: Dracula (TV-Serie, vier Folgen)
- 2013: Noël Coward’s Private Lives
- 2015: Die Poesie des Unendlichen (The Man Who Knew Infinity)
- 2016: Power Monkeys (TV-Miniserie)
- 2016: Inspector Barnaby – Das untote Dorf (Midsomer Murders: The Village That Rose from the Dead) (TV-Reihe)
- 2017: Doctor Who (TV-Serie, eine Folge)
- 2017: Riviera (TV-Serie, eine Folge)
- 2017: Kindeswohl (The Children Act)
- 2018: King Lear (TV-Film)
- 2019: Poldark (TV-Serie, sieben Folgen)